# Lepthyphantes chamberlini
Lepthyphantes chamberlini là một loài nhện trong họ Linyphiidae.
Loài này thuộc chi Lepthyphantes. Lepthyphantes chamberlini được Ehrenfried Schenkel-Haas miêu tả năm 1950.